# Indolophus guptai
Indolophus guptai és una espècie extinta de mamífer perissodàctil tapiromorf (o, segons altres classificacions, hipomorf) que visqué al sud-est asiàtic durant l'Eocè, fa entre 37,7 i 41 milions d'anys. Se n'han trobat restes fòssils a Myanmar. Es tracta de l'única espècie del gènere Indolophus i la família dels indolòfids (Indolophidae). Era un tapiromorf primitiu i de mida mitjana. Els paracons i metacons de les dents molars superiors eren cònics. Les molars en si mostraven un cert grau de lofodòncia. El nom genèric Indolophus significa ‘cresta de l'Índia’ (en el moment del seu descobriment, Myanmar formava part de l'Índia britànica).